# نادي مونتويري
نادي مونتويري الرياضي (بالإسبانية: Club Deportivo Montuïri)‏ نادي كرة قدم إسباني يلعب في دوري الدرجة الثالثة الإسباني. تم تأسيس النادي في عام 1942.